# Greg Lobban
Greg Lobban (* 12. August 1992 in Inverness) ist ein schottischer Squashspieler.

## Karriere
Greg Lobban begann seine Karriere im Jahr 2012 und gewann bislang 15 Titel auf der PSA World Tour. Seine beste Platzierung in der Weltrangliste erreichte er mit Rang 16 am 27. Mai 2024. Er wurde 2013 sowie von 2022 bis 2025 fünfmal schottischer Landesmeister. Mit der schottischen Nationalmannschaft nahm er 2013, 2017, 2019, 2023 und 2024 an der Weltmeisterschaft sowie mehrfach an Europameisterschaften teil. Mit Alan Clyne wurde er 2016 Weltmeister im Doppel sowie 2022 mit Rory Stewart Vizeweltmeister. Bei den Commonwealth Games 2018 verpasste er im Doppel an der Seite von Alan Clyne nach Niederlagen im Halbfinale und im Spiel um Bronze eine Medaille knapp. Im August 2022 sicherte er sich bei den Commonwealth Games in Birmingham im Doppel mit Rory Stewart schließlich die Bronzemedaille.
2014 schloss Lobban sein Studium an der Edinburgh Napier University mit einem Bachelor of Science in Sport and Exercise Science (Sports Coaching) ab. Im April 2018, nach den Commonwealth Games, heiratete er in Australien die australische Squashspielerin Donna Urquhart. Das Paar wurde Mitte 2024 Eltern eines Sohnes.

## Erfolge
- Weltmeister im Doppel: 2016 (mit Alan Clyne)
- Gewonnene PSA-Titel: 15
- Commonwealth Games: 1 × Bronze (Doppel 2022)
- Schottischer Meister: 5 Titel (2013, 2022–2025)